# Reimond
Reimond est un prénom masculin flamand apparenté au prénom Raymond et pouvant désigner :

## Prénom
- Reimond Kimpe (nl) (1885-1970), peintre et militant néerlandais
- Reimond Manco (né en 1990), joueur péruvien de football
- Reimond Mattheyssens (nl) (1915-2010), homme politique flamand belge
- Reimond Speleers (nl) (1876-1951), ophtalmologiste et professeur flamand
- Reimond Salas (es) (né en 1994), joueur costaricain de football
- Reimond Stijns (1850-1905), écrivain belge
- Reimond Tollenaere (1909-1942), homme politique nazi belge

## Référence
1. ↑  (en) Reimond - namepedia.org